# Jörg Dornau
Jörg Dornau (* 1970 in Borna) ist ein deutscher Politiker (AfD) und Landtagsabgeordneter der AfD in Sachsen. Medial bekannt wurde seit September 2024, dass Dornau an einer belarussischen Firma finanziell beteiligt ist, dies aber dem Landtag gegenüber verschwiegen hat.

## Werdegang
Dornau ist gelernter Landwirtschaftsmeister und selbstständig. Er lebt in Rötha.
Er ist Mitglied des Kreisverbands Leipziger Land der Alternative für Deutschland. Zum Wahlkampf erhielt er Unterstützung des Thüringer AfD-Landesvorsitzenden Björn Höcke. Dornau war Mitglied der rechtsextremen AfD-Gruppierung „Der Flügel“. Dornau trat als Direktkandidat im Wahlkreis Leipzig Land 3 zur Landtagswahl in Sachsen 2019 an, wo er 29,5 % erreichte und dem CDU-Politiker Svend-Gunnar Kirmes (29,9 %) unterlag. Dornau zog jedoch über Platz 24 der Landesliste der AfD Sachsen in den Sächsischen Landtag ein.
Im Juni 2022 kandidierte Dornau für das Amt des Landrates im Landkreis Leipzig. Hier unterlag er mit einem Ergebnis von 19,4 Prozent, während der Amtsinhaber Henry Graichen (CDU) mit 69,9 Prozent der Stimmen als Landrat bestätigt wurde.
Bei der Landtagswahl in Sachsen 2024 unterlag er mit 30,6 % im Wahlkreis Leipzig Land 3 dem Kandidaten der Freien Wähler Sachsen, Matthias Berger, der 36,6 % erhielt. Dornau zog über den AfD-Landeslistenplatz 22 erneut in den Landtag ein.

## Politische Positionen

### Energiepolitik
Dornau ist gegen den Ausstieg aus der Kohleverstromung.
Dem amtierenden Landrat des Landkreises Leipzig, Henry Graichen, warf Dornau in einer AfD-Zeitung vor, er wolle durch den „ausufernden Zubau von Windkraftanlagen und Freiflächenfotovoltaik“ 1500 Hektar angeblich „wertvolles Ackerland“ vernichten. Das Fraunhofer-Institut für Solare Energiesysteme sieht dagegen keine nennenswerte Konflikte mit der Landwirtschaft, da insbesondere Flächen, die durch den Braunkohletagebau für den Anbau von Lebensmitteln nicht mehr geeignet sind, sinnvoll für Freiflächenphotovoltaik genutzt werden können.
Darüber hinaus erhalten Solarparks nur staatliche Fördermittel, wenn sie nicht auf landwirtschaftlichen Flächen, sondern entweder in ehemaligen Bergbau- oder Militärgebieten oder auf Müllhalden errichtet werden.

### Corona-Pandemie
Am 26. Januar 2022 versuchte Dornau zusammen mit einem weiteren AfD-Mitglied, vor dem Wohnhaus der sächsischen Staatsministerin für Soziales und Gesellschaftlichen Zusammenhalt Petra Köpping eine Demonstration gegen die von der Staatsregierung angeordneten Maßnahmen zur Eindämmung der Corona-Pandemie durchzuführen. Der Versuch wurde von der sächsischen Polizei im Objektschutz unterbunden.

### Russischer Überfall auf die Ukraine
Nach dem russischen Überfall auf die Ukraine übernahm er Putins Angriffspropaganda in einem Facebookpost: Neben seinem Porträt stand der Satz: „Die Ukraine wird entnazifiziert!“

## Kontroversen

### Vorenthalten bzw. Verschweigen einer Unternehmensbeteiligung
Dornau ist in der Republik Belarus seit Oktober 2020 Anteilsinhaber und seit November 2023 zusätzlich Geschäftsleiter des landwirtschaftlichen Zwiebelerzeugers OOO Zybulka-Bel mit Ländereien in der Größe von 1500 Hektar. Die unternehmerische Tätigkeit hatte er dem Landtag nicht mitgeteilt, obwohl er dazu nach dem Abgeordnetengesetz des Freistaates Sachsen verpflichtet gewesen wäre. Landtagspräsident Matthias Rößler forderte Dornau deshalb im April 2024 zu einer Stellungnahme auf. Bereits früher hatte Dornau im Landtag Partei für die Diktatur von Aljaksandr Lukaschenka ergriffen. Wegen des pflichtwidrigen Verschweigens seiner Beteiligung an der Firma in Belarus verhängte das Präsidium des Sächsischen Landtags ein Ordnungsgeld in Höhe von 20.862 Euro gegen Dornau. Dies entspricht dem Dreifachen einer monatlichen Grundentschädigung als Landtagsabgeordneter.
Wegen des Versandes eines Teleskopladers von Dornaus in Deutschland ansässiger Firma „Landprojekt Dornau“ über Kasachstan an die belarussische Firma wird Dornau vorgeworfen, die EU-Sanktionen gegen Belarus umgangen zu haben.

### Vorwurf des Einsatzes von politischen Gefangenen im Unternehmen
Im September 2024 berichtete das belarussische Online-Portal Reform.news, im Agrarbetrieb seien auch politische Gefangene als Arbeitskräfte eingesetzt worden und mit 5 Euro pro Tag entlohnt worden. Einer der politischen Gefangenen schilderte die Arbeitsbedingungen auf Dornaus Zwiebelfarm: Demnach habe es Frühstück um 7 Uhr morgens und kein Essen oder Trinken bis zum Ende des Arbeitstages um 20 Uhr gegeben. Zwar sei er nicht verpflichtet gewesen, das Angebot anzunehmen, er habe es aber den folterähnlichen Bedingungen in der Haftanstalt vorgezogen. Mehrere Personen aus dem Umfeld des Agrarunternehmens bestätigten dem MDR den Einsatz von politischen Gefangenen sowie die Vorwürfe von Reform.news. Eine Person, die direkt an den Geschäften des Unternehmens beteiligt war, erhob den Vorwurf, dass belarussische Bürger systematisch verhaftet worden seien, um als Arbeitskräfte für Zybulka-Bel zu dienen.
Die Staatsanwaltschaft Leipzig stellte die Ermittlungen am 20. Dezember 2024 ein, da man nach den bekannten Tatsachen keinen in Deutschland verfolgbaren Tatbestand finden konnte und das Geschilderte in Belarus nicht strafbar sei.